# Tyrrell Hatton
Tyrrell Glen Hatton (* 14. Oktober 1991 in High Wycombe, England) ist ein englischer Profigolfer, der bei LIV Golf und der PGA European Tour spielt. Eher spielte er auch auf der PGA Tour. Stand Juni 2025 zählt er 13 Siege, darunter 8 auf der European Tour – inklusive 5 Rolex Series Events – sowie einen Sieg auf der PGA Tour (beim Arnold Palmer Invitational). Er nahm dreimal am Ryder Cup als Mitglied des europäischen Teams teil und gewann diesen zweimal. Im Jahre 2024 schloss er sich LIV Golf an.

## Turniersiege

### European-Tour-Siege (8)
- 2016: Alfred Dunhill Links Championship
- 2017: Alfred Dunhill Links Championship, Italian Open
- 2019: Turkish Airlines Open,
- 2020: BMW PGA Championship
- 2021: Abu Dhabi HSBC Championship
- 2024: Alfred Dunhill Links Championship
- 2025: Hero Dubai Desert Classic

### PGA-Tour-Siege (1)
- 2020: Arnold Palmer Invitational

### LIV-Golf-Siege (1)
- 2024: LIV Golf Nashville

### PGA-EuroPro-Tour-Siege (1)
- 2012: Your Golf Travel Classic

### Jamega-Pro-Golf-Tour-Siege (2)
- 2011: Woodcote Park
- 2012: Caversham Heath

## Resultate bei Major Championships
| Turnier               | 2010 | 2011 | 2012 | 2013 | 2014 | 2015 | 2016 | 2017 | 2018 |
| --------------------- | ---- | ---- | ---- | ---- | ---- | ---- | ---- | ---- | ---- |
| The Masters           | DNP  | DNP  | DNP  | DNP  | DNP  | DNP  | DNP  | CUT  | T44  |
| US Open               | DNP  | DNP  | DNP  | DNP  | DNP  | DNP  | DNP  | CUT  | T6   |
| The Open Championship | CUT  | DNP  | DNP  | CUT  | CUT  | CUT  | T5   | CUT  | T10  |
| PGA Championship      | DNP  | DNP  | DNP  | DNP  | DNP  | T25  | T10  | CUT  | T10  |

| Turnier               | 2019 | 2020 | 2021 | 2022 | 2023 | 2024 | 2025 |
| --------------------- | ---- | ---- | ---- | ---- | ---- | ---- | ---- |
| The Masters           | T56  | CUT  | T18  | 52   | T34  | T9   | T14  |
| PGA Championship      | T48  | CUT  | T38  | T13  | T15  | T63  | T60  |
| US Open               | T21  | CUT  | CUT  | T56  | T27  | T26  | T4   |
| The Open Championship | T6   | KT   | CUT  | T11  | T20  | CUT  | T16  |

LA= Bester Amateur

DNP = nicht teilgenommen

CUT = Cut nicht geschafft

T = geteilte Platzierung

KT = kein Turnier

Grüner Hintergrund = Siege

Gelber Hintergrund = Top 10

## Teilnahme an Teamwettbewerben
- EurAsia Cup (für Europa): 2018
- Ryder Cup (für Europa): 2018, 2021, 2023
- World Cup (für England): 2018
- Team Cup (für Großbritannien und Irland): 2023, 2025